# Exalbidion sexmaculatum
Exalbidion sexmaculatum là một loài nhện trong họ Theridiidae.
Loài này thuộc chi Exalbidion. Exalbidion sexmaculatum được Eugen von Keyserling miêu tả năm 1884.